# Borneo Post
Borneo Post is de grootste Engelstalige krant op Borneo. Op zondag verschijnt het blad onder de naam 'The Sunday Post'. Het dagblad wordt verspreid op Brunei en in de staten Sarawak en Sabah in Maleisië. Het verschijnt in het Berlinerformaat. De krant werd in 1978 opgericht en is gevestigd in Kuching. In 2007 had de krant een oplage van 96.000 exemplaren. De uitgever is See Hua Marketing.